# Ludmila da Boêmia, Duquesa da Baviera
Ludmila da Boêmia (em tcheco/checo:  Ludmila Přemyslovna; 1170 — 4 de agosto de 1240) foi condessa consorte de Bogen pelo seu primeiro casamento com Adalberto IV de Bogen, e posteriormente, duquesa consorte da Baviera pelo seu segundo casamento com Luís I da Baviera.

## Família
Ludmila foi a segunda filha e criança nascida do duque Frederico da Boémia e de Isabel da Hungria. Seus avós paternos eram Ladislau II da Boémia e sua primeira esposa, Gertrudes de Babemberga. Seus avós maternos eram o rei Géza II da Hungria e Eufrósina de Quieve.
Ela teve cinco irmãos, que eram: Sofia, esposa do marquês Alberto I de Meissen; Ladislau; Olga; Margarida, e Helena, esposa de Petrafoilas Comnenos, filho de Alexios Petraloifas e de Ana Comnena.

## Biografia

### Primeiro casamento
Seu primeiro marido foi o conde Adalberto IV de Bogen, com quem se casou em data anterior a 25 de julho de 1189. Ele era filho de Bertoldo II de Bogen e de Liutgarda de Burghausen. Ele participou da Cruzada em 1186.
O casal teve três filhos. Adalberto morreu em 20 de dezembro de 1197, com 32 anos de idade. 

### Segundo casamento
Alguns anos após ficar viúva, Ludmila casou-se com o duque Luís I em outubro de 1204, em Kelheim, na Baviera. A noiva tinha cerca de 34 anos de idade, e o noivo, 30. Ele era filho de Otão I da Baviera e de Inês de Loon. Eles tiveram apenas um filho.
Luís participou da Quinta Cruzada, e fundou a cidade de Straubing, na Baviera, em 1218. Ele também foi Marechal do Sacro Império Romano-Germânico de 1214 a 1221.
O duque foi assassinado em 15 de setembro de 1231, aos 57 anos de idade, na ponte de Kelheim. Não foi possível descobrir quem foi o autor do crime, pois ele foi imediatamente linchado. Luís foi enterrado na Abadia de Scheyern.

### Últimos anos

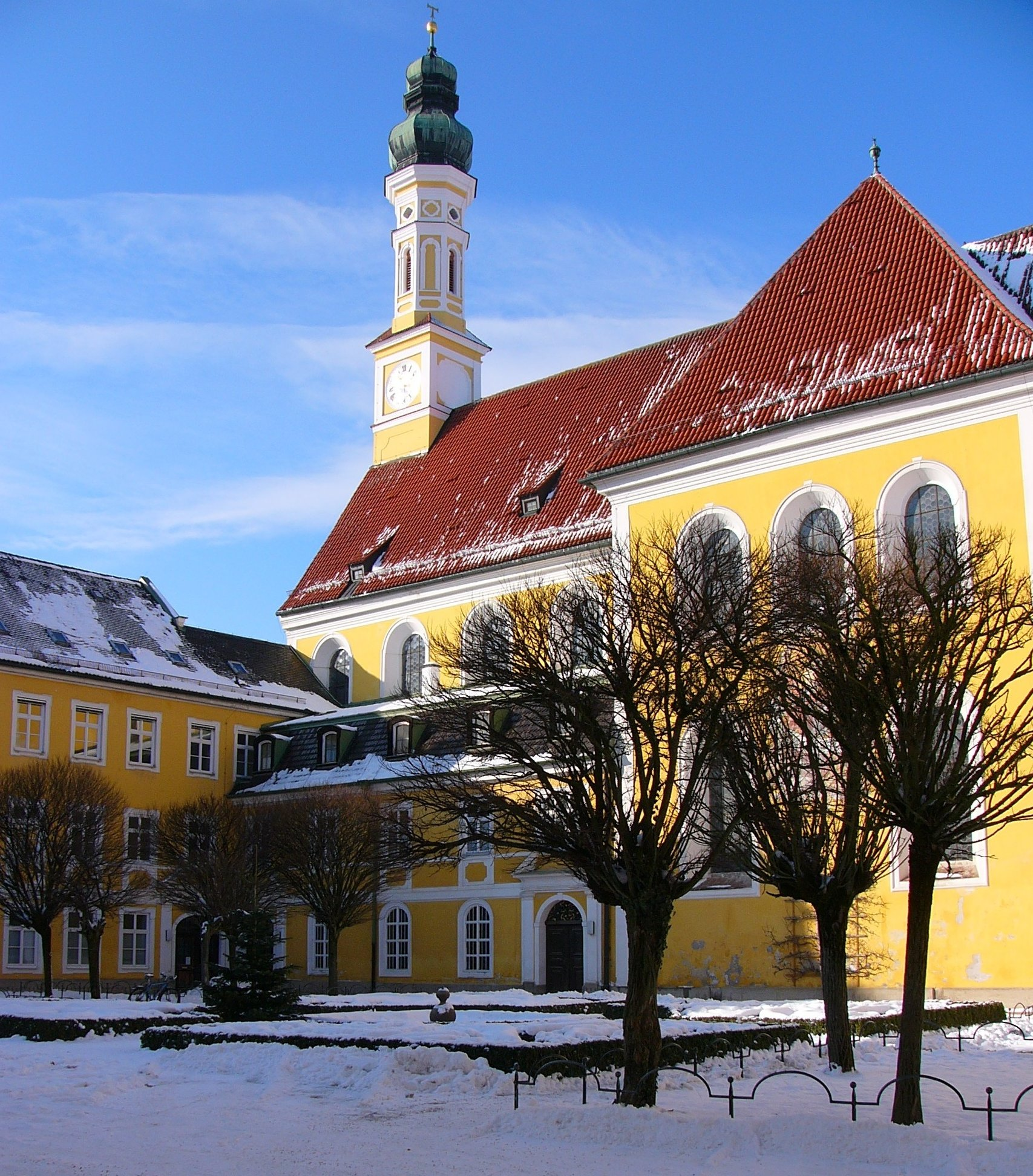
O convento de Seligenthal, fundado por Ludmila.

Em 1232, Ludmila fundou o Convento de Seligenthal, próximo a Landshut, com o consentimento de seu filho, Otão II da Baviera, pela almas do conde Adalberto IV e do duque Luís.
Ela morreu em 4 de agosto de 1240, com cerca de 70 anos de idade, e foi enterrada no convento.

## Descendência
De seu primeiro casamento:
- Bertoldo IV de Bogen (m. 12 de agosto de 1218), conde de Bogen. Foi marido de Cunegundes de Hirschberg. Sem descendência;
- Adalberto V de Bogen (m. 15 de janeiro de 1242), conde de Bogen. Participou das Cruzadas em 1217. Foi casado com Riquilda de Dilingen. Sem descendência;
- Liutpoldo de Bogen (m. 10 de maio de 1221), conde de Bogen em 1209. Foi padre em Ratisbona, em 1215.

De seu segundo casamento:
- Otão II da Baviera (12 de abril de 1206 - 29 de novembro de 1253), duque da Baviera como sucessor do pai. Foi marido de Inês do Palatinado. Teve descendência.